# Divergência de Kullback-leibler
A divergência de Kullback-Leibler (também chamada de entropia relativa) é uma medida não-simétrica da diferença entre duas distribuições de probabilidade.
Especificamente, A divergência de Kullback–Leibler de Q dado P, indicada com DKL(P||Q), é a medida da informação perdida quando Q è usada para aproximar o valor de P: 
Ainda que frequentemente vista como uma distância, a divergência KL não é, estritatemente, uma métrica de distância. Por exemplo, falta-le simetria: a KL de P dado Q não é, de forma geral, a mesma KL de Q dado P. 
Uma divergência de Kullback-Leibler igual a 0 indica que as funçõe/distribuições P e Q são muito parecidas (iguais, até), enquanto uma divergência de 1 indica que se comportam de maneira diferente. 
As aplicações da medida incluem a caracterização da entropia (teoria da informação)  em sistemas de informação, a aleatoriedade, em  séries temporais, ganho de informação ao comparar com modelos estatísticos de inferência. Em versões simplificadas, é usada também em estatística aplicada, mecânica dos fluidos, neurociência e aprendizado de máquina.

## Etimologia
A divergência de Kullback-Leibler foi introduzida por Solomon Kullback e Richard Leibler em 1951 como a divergência, distância entre duas distribuições; Kullback preferiu o termo  'informação de discriminação' .

## Interpretações
A divergência de Kullback-Leibler de Q para P é frequentemente denotada com DKL(P‖Q ).
No contexto do aprendizado de máquina, DKL( P‖Q ) é frequentemente chamado de ganho de informação alcançado se Q for usado ao invés de P. Por analogia com a teoria da informação, também é chamada de entropia relativa de P em relação a Q. No contexto da teoria de codificação, D KL(P‖Q) pode ser interpretado como medida do número esperado de bits extras bits necessários para  código amostras de P usando um código optimizado para Q ao invés do código optimizado para P.
Na visão de Inferência Bayesiana, DKL (P‖Q) é uma medida da informação obtida quando alguém revê suas crenças da distribuição de probabilidade inicial Q para distribuição de probabilidade final P. Em outras palavras, é a quantidade de informação perdida quando Q é usado para aproximar P.  Em aplicações, P tipicamente representa a distribuição "verdadeira" de dados, observações, ou uma distribuição teórica precisamente calculada, enquanto Q tipicamente representa uma teoria, modelo , descrição ou aproximação de P. Para encontrar uma distribuição Q mais próxima de P, podemos minimizar a divergência de KL e computar uma projeção de informação.
A divergência de Kullback-Leibler é um caso especial de uma classe mais ampla de  divergências chamada divergências f assim como a classe de divergência de Bregman. É a única divergência sobre probabilidades que é um membro de ambas as classes. Muitas vezes é intuído pensar como uma forma de medir a distância entre distribuições de probabilidade, a divergência de Kullback-Leibler não é uma verdadeiramente  métrica. Ela não obedece à desigualdade triangular e, em geral, DKL( P‖Q ) não é igual a DKL( Q‖P ). No entanto, sua forma infinitesimal, especificamente sua  Hessiana, fornece um tensor métrico conhecido como informação de Fisher.

## Definição
Para uma distribuição discreta de probabilidade P e Q,
a divergência de Kullback-Leibler de Q para P 'é definida.
como,
{\displaystyle D_{\mathrm {KL} }(P\|Q)=-\sum _{i}P(i)\,\log {\frac {Q(i)}{P(i)}},}
o que é equivalente a
{\displaystyle D_{\mathrm {KL} }(P\|Q)=\sum _{i}P(i)\,\log {\frac {P(i)}{Q(i)}}.}
Em outras palavras, é a expectativa da diferença logarítmica entre as probabilidades P e Q, onde a expectativa é obtida usando as probabilidades P. A divergência de Kullback-Leibler é definida apenas se para todo i, Q(i) =0 implica P(i)=0 (continuidade absoluta). Sempre que P(i) é zero, a contribuição do i-ésimo termo é interpretado como zero pois 
{\displaystyle \lim _{x\to 0}x\log(x)=0}.
Para as distribuições P e Q de uma variável aleatória contínua, a divergência de Kullback-Leibler é definida como sendo a integral:
{\displaystyle D_{\mathrm {KL} }(P\|Q)=\int _{-\infty }^{\infty }p(x)\,\log {\frac {p(x)}{q(x)}}\,dx,}
onde p e q denotam as densidades de P e Q.
De modo geral, se P e Q são probabilidade
 medida sobre um conjunto X, e P
é  absolutamente contínua em relação a Q, então
o Kullback-Leibler divergência de Q para P é definida como
{\displaystyle D_{\mathrm {KL} }(P\|Q)=\int _{X}\log {\frac {dP}{dQ}}\,dP,}
Onde
{\displaystyle {\frac {dP}{dQ}}} é a derivada de Radon-Nikodym de P em relação a Q,
garantindo dado que a expressão do lado direito exista. Equivalente, isso
pode ser escrito como
{\displaystyle D_{\mathrm {KL} }(P\|Q)=\int _{X}\log \!\left({\frac {dP}{dQ}}\right){\frac {dP}{dQ}}\,dQ,}
que é a  entropia de P em relação a Q. Continuando neste caso, se {\displaystyle \mu } é uma medida em X para o qual {\displaystyle p={\frac {dP}{d\mu }}} e {\displaystyle q={\frac {dQ}{d\mu }}} existita (o que significa que  p e q são absolutamente contínuas em relação a  {\displaystyle \mu }), então a divergência Kullback–Leibler de Q a P é dada como
{\displaystyle D_{\mathrm {KL} }(P\|Q)=\int _{X}p\,\log {\frac {p}{q}}\,d\mu .\!}
Os logaritmos destas fórmulas são tomados na base 2 se a informação é medida em unidades de bits ou na base e se a informação é medida em  nat s. A maioria das fórmulas envolvendo a divergência de Kullback-Leibler são verdadeiras independente da base do logaritmo.
Existem várias convenções para se referir a DKL(P‖Q) em palavras. Muitas vezes é referida como a divergência entre P e Q; no entanto, isso não consegue transmitir a assimetria fundamental na relação. Às vezes, como neste artigo, pode ser encontrada descrita como a divergência de P a partir de, ou em relação a Q. Isso reflete a assimetria na inferência bayesiana, que inicia de um Q anterior e atualiza para o P posterior.